# Léopold Huret
Pour les articles homonymes, voir Huret.
Léopold-Calixte Huret, né en 1786 à Paris où il est mort le 6 décembre 1857, est un industriel et inventeur français. 

## Biographie
Alors qu'il travaille comme mécanicien dans la ferronnerie, il reprend en 1822 l'entreprise familiale d'horlogerie Huret fondée en 1822 au numéro 8 de la rue Jacob. Il crée en 1845 une filière à tarauder appelée « filière à jumelles » et fonde la société manufacturière qui porte son nom. Associée à Lonchambron, cette entreprise devient le fournisseur du gouvernement et fabrique des serrures et des instruments de mesure. 
La stratégie publicitaire à base d'affiches au sujet de leurs coffres-forts incrochetables respectifs, mise en place par Huret pour contrecarrer celle de son concurrent Alexandre Fichet devient célèbre dans tout Paris. Alexandre Dumas l'évoque dans Le Comte de Monte-Cristo, Honoré de Balzac dans Une fille d'Ève, Alphonse Karr dans sa revue Les Guêpes (1867) et Jules Verne dans le chapitre 1 de la première partie de son roman César Cascabel. 
Dans les années 1880, l'entreprise se reconvertit en fabrication de poupées en porcelaine sous la direction de Calixte-Adélaïde, Léopoldine et Louis-Émile Huret, enfants de Léopold et cesse ses activités en 1920. 
Par ailleurs, Léopold Huret a été maire de Vanves de 1830 à 1832.